# داگلس (داکوتای شمالی)
داگلس(به انگلیسی: Douglas) شهری در ایالت داکوتای شمالی کشور ایالات متحده آمریکا است که جمعیت آن در سرشماری سال ۲۰۱۰ میلادی، ۶۴ نفر بوده‌است.